# 郭玟慶
郭 玟慶（かく ぶんけい、ウェード式:Kuo Wen-Chin、1998年4月1日 - ）は、ジャパンラグビーリーグワン静岡ブルーレヴズに所属するラグビーユニオン選手。

## プロフィール
- 台南市出身。
- ポジションはプロップ(PR)。
- 身長 180 cm、体重 120 kg
- サンウルブズのトレーニングスコッドに選ばれたことがある[1]。
- 台湾代表に選ばれたことがある。
- 父親の郭家良も元ラグビー台湾代表[2]

## 略歴
2017年、長栄高校卒業後、摂南大学に入る。
2021年、摂南大学卒業後、ヤマハ発動機ジュビロ(現・静岡ブルーレヴズ)に加入。
2022年1月30日に行われたJAPAN RUGBY LEAGUE ONE第4節レッドハリケーンズ大阪戦にて途中出場で公式戦初出場を果たした。